# 18-й батальон поддержки боевого обеспечения
18-й батальон поддержки боевого обеспечения (англ. 18th Combat Sustainment Support Battalion (18th CSSB)) — тактическое формирование сухопутных войск США. Находится в составе 16-й бригады поддержки, таким образом, поддерживает миссии и операции армии США и 21-го командования поддержки на европейском ТВД (USAREUR-AF). Дислоцируется в г. Баумхольдер, Германия.

## История
Первоначально сформированный 16 июля 1940 года как 3-й артиллерийско-технический батальон (3rd Ordnance Battalion (Maintenance)), он был задействован 1 июля 1941 года на полигоне Абердин, штат Мэриленд; 11 августа 1941 года он был переименован в 8-й батальон боеприпасов (8th Ordnance Battalion). Батальон прибыл в Европу весной 1944 года в составе 51-й группы боеприпасов и оказывал поддержку 1-й армии до Дня Победы в Европе 8 мая 1945 года, а также 9-й и 7-й армиям, соответственно, в период начальной оккупации. За выдающиеся заслуги во время Второй мировой войны батальон был награждён походными знаками за Рейнскую и Центрально-Европейскую кампании. В Париже, Франция, 15 декабря 1946 года подразделение было демобилизовано.
1 августа 1951 года, через четыре года после деактивации, 8-й батальон боеприпасов был вновь сформирован в Фойденхафене (Feudenhaven), Германия. В мае 1955 года батальон вновь передислоцировался в Пионер Казерне, Ханау, Германия. 16 августа 1965 года, в соответствии с концепцией COSTAR, подразделение было официально переименовано в 8-й батальон технического обслуживания (8th Maintenance Battalion). 15 июля 1993 года подразделение было переименовано в 18-й батальон обеспечения корпуса (18th Corps Support Battalion). 20 июня 1994 года батальон был переведён в Хутье Казерне (Hutier Kaserne). В июне 2002 года, после сорока семи лет службы в Ханау, Германия, батальон обеспечения 18-го корпуса был переведён в Графенвёр, Германия, в рамках реорганизации 3-го COSCOM (3rd Corps Support Command), и переключил свое внимание с технического обслуживания на транспортировку и управление боеприпасами.
18-й батальон боевой поддержки был развёрнут в Ираке в рамках операции «Иракская свобода», в Венгрии в рамках операции Joint Endeavor/Guard, поддерживал операции НАТО в рамках операций Allied Force и Shining Hope в Тиране, Албания, и провёл три ротации Сил для Косово в лагере Able Sentry в Северной Македонии. Подразделение поддерживает учения и операции по всей Европе, включая поддержку авиабазы Михаил Когалничану, Румыния.

## Состав
- Штаб и штабная рота (Headquarters and Headquarters Company
- 23-я рота боеприпасов (23rd Ordnance Company)
- 240-я рота квартирмейстерской поддержки (240th Quartermaster Support Company)
- 317-я рота технического обслуживания (317th Supply Maintenance Company)
- 515-я транспортная рота (515th Transportation Company)
- 66-я транспортная рота (66th Transportation Company)
- 51-я транспортная рота (51st Transportation Company)
- 493-я рота топливной поддержки (493rd Petroleum Support Company)
- 221-я квартирмейстерская рота (221st Quartermaster Company)[1]

## Галерея
- Техника 18-го бпбо
- Солдаты 23-й роты боеприпасов грузят контейнер погрузчиком контейнеров повышенной проходимости Kalmar RT240 в Кэмп-Ахене, ФРГ, 1 ноября 2009
- Солдаты 18-го бпбо везут груз на грузовике HEMTT M977 Cargo с учений. 13 июня 2013
- Солдаты из 240-й роты квартирмейстерской поддержки грузят с помощью мультилифта цистерну с водой, известную как Hippo («Бегемот»), на HEMTT M1120 LHS в Баумхольдере.
- Солдаты 18-го бпбо используют вилочный погрузчик Skytrak для извлечения груза в Графенвёре. 13 июня 2013
- Солдаты 66-й транспортной роты проводят перевозку военной техники 1-1 ПД на седельных тягачах M916A2 в Гроббендонке, Бельгия, 25 января 2019 года.